# 北海土地改良区
北海土地改良区（ほっかいとちかいりょうく）は、北海道岩見沢市に本所を置く土地改良区。略称は水土里（みどり）ネットほっかい。日本最大規模の区域面積を誇る土地改良区である。

## 概要
1922年6月10日北海土功組合として発足し、1958年7月28日の組織変更で北海土地改良区となる。2003年4月、組合員の高齢化による施設管理の機能低下を背景に、中村・三笠・岩見沢・南岩見沢・栗沢・東栗沢の6つの土地改良区と合併。さらに2006年には奈井江土地改良区とも合併。現在、区域は空知南西部に江別市を加えた南北約90Kmの10市町にまたがり、北海道遺産である日本最大の農業用水路「北海幹線用水路」も管理している。
区域
赤平市・砂川市・空知郡奈井江町・樺戸郡月形町・美唄市・三笠市・岩見沢市・夕張郡栗山町・空知郡南幌町・江別市
面積約3万3000ha
組合員数
2,445人

## 主な管理施設
親水公園
砂川親水公園（流れのプラザ）
美唄親水公園
岩見沢親水公園（北海幹線用水路鳩が丘緑地など）
頭首工
赤平市 - 北海頭首工
三笠市 - 市来知頭首工
岩見沢市 - 川向頭首工・栗沢頭首工・朝日頭首工
水路橋
砂川市 - 焼山水道橋・ペンケ水道橋
幹線用水路
北海幹線用水路
美唄市 - 沼貝幹線用水路
岩見沢市 - 川向幹線用水路・岩見沢幹線用水路・栗沢幹線用水路・幌向川左岸幹線用水路
南幌町 - 南幌向幹線用水路
ダム・調整池
三笠市 - ヌッパの沢貯水池
岩見沢市 - 金志貯水池・千代谷貯水池・宝池ダム・幌向ダム
美唄市 - 光珠内調整池・二号溜池
揚水機
美唄市 - 中村1揚水機・大富揚水機
岩見沢市 - 北村揚水機・幌達布揚水機
南幌町 - 幌向揚水機・中樹林揚水機・南幌向揚水機
除塵機
岩見沢市 - 夕張川除塵機

## 事業所所在地
本所・岩見沢事業所
〒068-0026　北海道岩見沢市6条西7丁目1番地
砂川事業所
〒073-0157　北海道砂川市三砂町12番地
美唄事業所
〒072-001　北海道美唄市東5条南7丁目
南幌事業所
〒069-0231　南幌町北町2丁目2番14号